# Бовино
Бови́но (итал. Bovino) — коммуна в Италии, располагается в регионе Апулия, в провинции Фоджа.
Население составляет 3662 человека (2008 г.), плотность населения составляет 44 чел./км². Занимает площадь 84 км². Почтовый индекс — 71023. Телефонный код — 0881.
Покровителями коммуны почитаются Пресвятая Богородица (Maria SS. di Valleverde), празднование 29 августа, и святой Марк из Эки, празднование 7 октября.

## Демография
Динамика населения:

## Администрация коммуны
- Официальный сайт: http://www.comune.bovino.fg.it/ Архивная копия от 5 февраля 2010 на Wayback Machine